# Federação Polonesa de Hóquei no Gelo
Federação Polonesa de Hóquei no Gelo é o órgão que dirige e controla o hóquei no gelo da Polônia, comandando as competições nacionais e a seleção nacional.